# جون لوستيغ
جون لوستيغ (بالإنجليزية: John Lustig)‏ هو فنان قصص مصورة أمريكي، ولد في 25 يناير 1953 في سياتل في الولايات المتحدة.